# Cleopatra Jones gegen die Drachenlady
Cleopatra Jones gegen die Drachenlady (Originaltitel: Cleopatra Jones and the Casino of Gold) ist die Fortsetzung des Blaxploitation-Films Ein Fall für Cleopatra Jones aus dem Jahr 1973. Die Hauptrolle übernahm erneut Tamara Dobson. Der Film hatte am 11. Juli 1975 Premiere in den USA.

## Handlung
Die amerikanische Geheimagentin Cleopatra Jones reist nach Hongkong, um einen chinesischen Drogenring auffliegen zu lassen. Sie macht sich jedoch zunächst auf die Suche nach den beiden vermissten Matthew und Melvin Johnson, die sich als Undercover-Agenten als Drogenkäufer ausgegeben hatten.
Unterstützt wird Jones von der schlagkräftigen Privatdetektivin Mi Ling Fong. Sie erfahren, dass die beiden Agenten in die Fänge der „Drachenlady“ geraten sind. Die Chefin des Drogenkartells und gleichzeitig Inhaberin des größten Spielkasinos der Stadt, hatte die beiden festgesetzt, nachdem sie während einer internen Putschaktion aufgeflogen waren.
Als Jones mit Mi Ling im Casino auftaucht, kommt es zum Showdown. Nachdem die „Drachenlady“ erledigt ist, sind Mat und Mel frei und der Drogenring zerschlagen.

## Hintergrund
- Regie bei dem Film führte Charles „Chuck“ Bail, der bis Ende der 1980er Jahre für Serien wie Bonanza oder Kung Fu auch als Schauspieler auftrat.

- Die Darstellerin der Cleopatra Jones, Tamara Dobson, arbeitete vor ihrer Schauspielkarriere als Fotomodell für die deutsche Modezeitschrift Vogue.

## Kritik
„Ähnlich klischeehaft und stumpfsinnig wie der Vorgänger Ein Fall für Cleopatra Jones […].“